# Perot Rocaguinarda
Perot Rocaguinarda (Oristà, Lluçanès, 1582 - Nàpols?, 1635?) va ser un bandoler català. Fou també conegut com a Perot lo Lladre.
Era un bon estrateg, hàbil i audaç, temut pels soldats i per l'autoritat, estimat pel poble i molt odiat pels seus nombrosos enemics. Posseïa uns excel·lents dots de líder i de comandament. Va ser sotmès a contínues persecucions per part de tots els virreis i de molts comissaris; entre 1605 i 1609, les campanyes contra ell des de Catalunya varen estar dirigides per Joan de Queralt i de Ribes, governador general de Catalunya.
Més enllà dels Països Catalans, Rocaguinarda és considerat com un dels grans bandolers populars europeus.

## Biografia
Perot era fill de pagesos, d'una família benestant propietària del mas Rocaguinarda d'Oristà, Lluçanès. A 19 anys, va tenir problemes amb les autoritats d'Oristà i se n'anà a Vic amb el seu germà Cebrià, hereu del mas, per aprendre un ofici; allà ingressà a les hosts de Carles de Vilademany, cap dels nyerros (estava a favor dels senyors de Nyer, del llinatge dels Banyuls i en contra dels cadells) de Vic (al servei del qual treballava una seva germana, Caterina), oposat al bisbe de Vic, Francesc de Robuster i Sala, cap dels cadells, ajudat pels germans Coixard. L'any 1602, destacà en l'atac i la presa del palau episcopal i començà la seva vida de bandoler.
Entre 1603 i 1604 formà una quadrilla, i el 1607 esdevingué el cap més notable del bandolerisme català fins al 1611; lloctinents importants seus foren Jaume Alboquers, Gabriel Galí, àlies Barceló, i Joanot Gili de Vilalleons. El lloctinent duc de Monteleone creà a Vic el 1605 la Unió o Santa Germandat contra els bandolers, i això obligà Rocaguinarda a abandonar la ciutat i a amagar-se a les muntanyes; actuà pel Lluçanès i Osona, la Garrotxa, el Ripollès, la Cerdanya, el Berguedà, el Bages, el Vallès i la Conca de Barberà.
Sovint Rocaguinarda llançava cartells de desafiament autògrafs contra els seus perseguidors. Moltes vegades actuà en connivència amb l'abat de Ripoll, contra el capitost cadell Trucafort, amb els cavallers de Sant Joan de Jerusalem del castell de Barberà, amb parents del Sant Ofici, i també amb els canonges augustinians de Sant Joan de les Abadesses contra el bisbe de Vic.

Perot Rocaguinarda a la Conca de Barberà (a Barberà i a Vallfogona).

L'any 1609, Perot Rocaguinarda visità el castell de Barberà (seu de la comanda l'orde de l'Hospital de Sant Joan) que aleshores pertanyia al gran prior de Catalunya, Miquel d'Alentorn. Aquest havia cridat el bandoler i la seva cuadrilla per tal de solucionar un problema de jurisdiccions. Volia castigar Rafel de Biure, senyor de Vallespinosa, que havia «plantat forques» (en senyal de domini senyorial) a Vallverd de Queralt, que era membre de la comanda santjoanista de Barberà. Els bandolers van ser molt ben rebuts pel poble de Barberà i van romandre tres dies al castell. Durant aquesta estada van fer la incursió de càstig pactada al castell de Vallespinosa on a més de tallar arbres i cremar les garberes, van matar un servent de Rafel de Biure.
Després, quan partiren de Barberà, la quadrilla amb Perot, es dirigiren a Vallfogona de Riucorb a visitar el famós rector, Vicent Garcia, que era correligionari d'ells, és a dir, nyerro. El rector dedicà un sonet al seu admirat Rocaguinarda.
Està documentat que en aquell temps restava amagat a Santa Magdalena de Conangle, i cap a febrer de 1610 assetjà Vic amb 200 nyerros, imposant l'hegemonia d'aquests sobre la ciutat. Tingué topades amb les forces del lloctinent i causà la mort dels seus perseguidors, els comissaris Bofill i Torrent dels Prats; també foren capturats o moriren socis de la seva quadrilla (Pere Roca de Muntanyola el 1608, Roqueta de Taradell, la Mandra el 1610).
El juny de 1610 el duc de Monteleone, sabedor que Rocaguinarda considerava acollir-se a un indult a canvi d'anar a servir el rei, cursà la petició d'indult a Madrid, (Castella), però el Consell d'Aragó la denegà. Prosseguí, doncs, la persecució i, arran d'una topada amb el batlle de Vilalleons (juliol del 1610), se li obrí un procés de regalia. Durant la lloctinència del bisbe de Tortosa, Pedro Manrique, després d'un sometent general, aconseguí que Rocaguinarda i Morell, que havien reunit llurs quadrilles, s'acollissin a un perdó el 30 de juliol de 1611 i que Rocaguinarda embarqués a Mataró amb els seus guerrillers com a capità dels terços hispànics vers Nàpols, on encara hi era el 1635.
No se sap quan va morir exactament, però se suposa que la seva vida fou llarga (consta que encara era viu el 1635). Se'n va anar del país amb 29 anys i a 53 anys potser encara era capità a Nàpols.